# Centrale nucléaire de Salem
La centrale nucléaire de Salem est située près de Salem dans le sud du New Jersey aux États-Unis sur un terrain de 2,8 km².

## Description
Cette centrale est équipée de deux réacteurs à eau pressurisée (REP) identiques construits par Westinghouse :
- Salem 1 : 1 174 MWe, mis en service en 1977 pour 40 ans (2016).
- Salem 2 : 1 130 MWe, mis en service en 1981 pour 40 ans (2020).

La puissance cumulée des deux réacteurs atteint 2 304 MWe.
La centrale est exploitée par son principal propriétaire PSEG Power qui détient 57,4 % des parts, le reste étant détenu par Exelon pour 42,6 %.
La centrale de Salem partage une ile artificielle avec la centrale nucléaire de Hope Creek.

## Interruption dans les années 1990
Dans les années 1990, les deux réacteurs ont été mis hors service pendant deux ans en raison de problème de manutention .

## Incident du 28 juin 2011
Le 28 juin 2011, la pompe principale du système de refroidissement du réacteur 2 a subi un dysfonctionnement.
D'après le porte-parole de PSEG Nuclear, Joe Delmar, la pompe principale s'est arrêtée brusquement à 18h00 et une pompe auxiliaire a pris le relais automatiquement.

## Incident du 15 juillet 2011
Le 15 juillet 2011, à l'occasion d'un contrôle de routine d'un système auxiliaire de refroidissement, l'exploitant a diagnostiqué une fuite de faible niveau d'eau radioactive.
D'après le porte-parole de la société, Joe Delmar, 90 gallons d'eau ont fui d'une vanne dans le bâtiment auxiliaire à côté du bâtiment de confinement du réacteur. L'eau a été recueillie par le système de drainage de plancher et traitée par le système des déchets radioactifs de l'usine. La fuite n’aurait provoqué aucun danger, ni pour le public ni pour les travailleurs.
L'exploitant a déclaré une alerte de niveau faible, à savoir un "événement inhabituel", pendant environ 6 heures, et a arrêté provisoirement l'exploitation du réacteur 2.

## Violations constatées par la United States Nuclear Regulatory Commission
Le site nucléaire de Salem I et II a fait l'objet de cinq rapports de constatation de violation de la United States Nuclear Regulatory Commission (U.S. NRC) :
- le 11 décembre 1996, la NRC a publié un rapport constatant que des employés de sécurité avaient fait l'objet de représailles pour avoir signalé des problèmes de sécurité. La NRC a rendu un rapport avec une sévérité de niveau 2 et imposé une amende de 80 000 dollars à PSEG Nuclear LLC[4].
- 11 décembre 1996, la NRC a également publié un rapport constatant des irrégularités dans les permissions d'accès de biens et de personnes dans les zones sensibles. La NRC a rendu un rapport avec une sévérité de niveau 3 et imposé une amende de 100 000 dollars à PSEG Nuclear LLC[5].
- le 8 octobre 1997, la NRC a publié un rapport constatant des défaillances techniques, notamment dans le système de refroidissement. La NRC a rendu un rapport avec une sévérité de niveau 3 [6]. Le 14 février 2000, la NRC a publié un rapport constatant des défaillances techniques dans la prévention des incendies. La NRC a alors placé le site nucléaire de Salem sous surveillance accrue [7].
- le 1er mars 2003, la NRC a publié un rapport constatant une carence de prévention technique sur le EDG (emergency diesel generator) turbo-chargeur. La NRC a alors placé le site nucléaire de Salem sous surveillance accrue [8].